# Kurt Stache
Kurt Stache (* 5. November 1903 in Rietschen; † im 20. Jahrhundert) war ein deutscher Kommunist und Widerstandskämpfer gegen die NS-Herrschaft, ehemaliger Häftling im KZ Buchenwald und nach der Errichtung der Nationalen Mahn- und Gedenkstätte Buchenwald (NMG) Führer von Besuchergruppen durch die Gedenkstätte.

## Lebensdaten
Stache trat der Kommunistischen Partei Deutschlands (KPD) bei und wurde während der Zeit der NS-Herrschaft von 1937 bis 1945 als Schutzhäftling im KZ Buchenwald mit der Häftlingsnummer 2281 interniert.
Nach der Befreiung von der NS-Herrschaft 1945 führte er Besuchergruppen durch die dort gegründete Gedenkstätte.